# شوهی (دوره)
شوهی (به ژاپنی: 正平 Shōhei)، نام دوره ژاپنی در دوره نانبوکوچو در دربار جنوبی پس از کوکوکو و قبل از کنتوکو بود. این دوره از دسامبر ۱۳۴۶ تا اوت ۱۳۷۰ میلادی را در بر می‌گرفت. امپراتورهای سلطنتی در دربار جنوبی امپراتور چوکی و امپراتور گو-موراکامی و در دربار شمالی امپراتور کومیو، امپراتور سوکو و امپراتور گو-کوگین بودند.
معادل تقریبی این دوره در دربار شمالی، کاننو نام دارد.